# Lambung Bukit
Lambung Bukit is een bestuurslaag in het regentschap Padang van de provincie West-Sumatra, Indonesië. Lambung Bukit telt 3213 inwoners (volkstelling 2010).